# Europska prvenstva u hokeju na travi
Europsko prvenstvo u hokeju na travi za muške. Zove se još i kao Kup europskih nacija (engleski: European Nations' Cup).
Održavaju se od 1970. godine.

## Natjecateljski sustav
Do 2005. bila je kao jedna "liga", a od te godine se uveo natjecateljski sustav u tri natjecateljska razreda. Najviši razred je "prvenstvo" (eng. Championship), niži razred je "trofej" (eng. Trophy), a najniži razred je "izazivački" (eng. Challenge). Zadnja dva sudionika u skupini ispadaju u niži natjecateljski razred, a prva dva sudionika u svom razredu su promaknuta u viši natjecateljski razred.

## Rezultati dosad održanih prvenstava
| Godina | Domaćin                        | Zlato       | Srebro      | Bronca      |
| ------ | ------------------------------ | ----------- | ----------- | ----------- |
| 2013.  | Boom, Belgija                  |             |             |             |
| 2011.  | Mönchengladbach, Njemačka      | Njemačka    | Nizozemska  | Engleska    |
| 2009.  | Amstelveen, Nizozemska         | Engleska    | Njemačka    | Nizozemska  |
| 2007.  | Manchester, Engleska           | Nizozemska  | Španjolska  | Belgija     |
| 2005.  | Leipzig, Njemačka              | Španjolska  | Nizozemska  | Njemačka    |
| 2003.  | Barcelona, Španjolska          | Njemačka    | Španjolska  | Engleska    |
| 1999.  | Padova, Italija                | Njemačka    | Nizozemska  | Engleska    |
| 1995.  | Dublin, Irska                  | Njemačka    | Nizozemska  | Engleska    |
| 1991.  | Pariz, Francuska               | Njemačka    | Nizozemska  | Engleska    |
| 1987.  | Moskva, Rusija (tada kao SSSR) | Nizozemska  | Engleska    | SR Njemačka |
| 1983.  | Amsterdam, Nizozemska          | Nizozemska  | SSSR        | SR Njemačka |
| 1978.  | Hannover, SR Njemačka          | SR Njemačka | Nizozemska  | Engleska    |
| 1974.  | Madrid, Španjolska             | Španjolska  | SR Njemačka | Nizozemska  |
| 1970.  | Bruselj, Belgija               | SR Njemačka | Nizozemska  | Španjolska  |

## Vječna ljestvica
Po stanju nakon EP 2011.
| Država                           | Zlato | Srebro | Bronca | Ukupno |
| -------------------------------- | ----- | ------ | ------ | ------ |
| Njemačka                         | 7     | 2      | 3      | 12     |
| od toga kao jedinstvena Njemačka | 5     | 1      | 1      | 7      |
| a kao SR Njemačka                | 2     | 1      | 2      | 5      |
| Nizozemska                       | 3     | 7      | 2      | 12     |
| Španjolska                       | 2     | 2      | 1      | 5      |
| Engleska                         | 1     | 1      | 6      | 8      |
| SSSR                             | 0     | 1      | 0      | 1      |
| Belgija                          | 0     | 0      | 1      | 1      |